# 新善光寺 (千葉県横芝光町)
新善光寺（しんぜんこうじ）は、千葉県山武郡横芝光町篠本にある真言宗智山派の寺院。山号は殿谷山。
真言宗智山派の名刹で、成田山新勝寺中興一世貫首照範が得度した寺として知られている。
宝暦12年（1762年）に造られた石段を登ると、正面に江戸時代中期に建てられた本堂があり、境内には子安堂や大師堂がある。また前庭には弘法大師がこの地に巡行の折種子を蒔いたものと伝えられている幹周り6メートルを超える榧の巨木があり、横芝光町の天然記念物に指定されている。
本尊の銅造阿弥陀如来及び両脇侍立像は善光寺様式の三尊像で、三尊とも本体と台座は鋳銅製で表面には鍍金が施されている。中尊の裳裾背面と両脇侍の台座に「弘賢」と刻名があるが年号はなく、引き締まった頬や衣紋の表現から13世紀後半の造像と考えられており千葉県の有形文化財に指定されている。

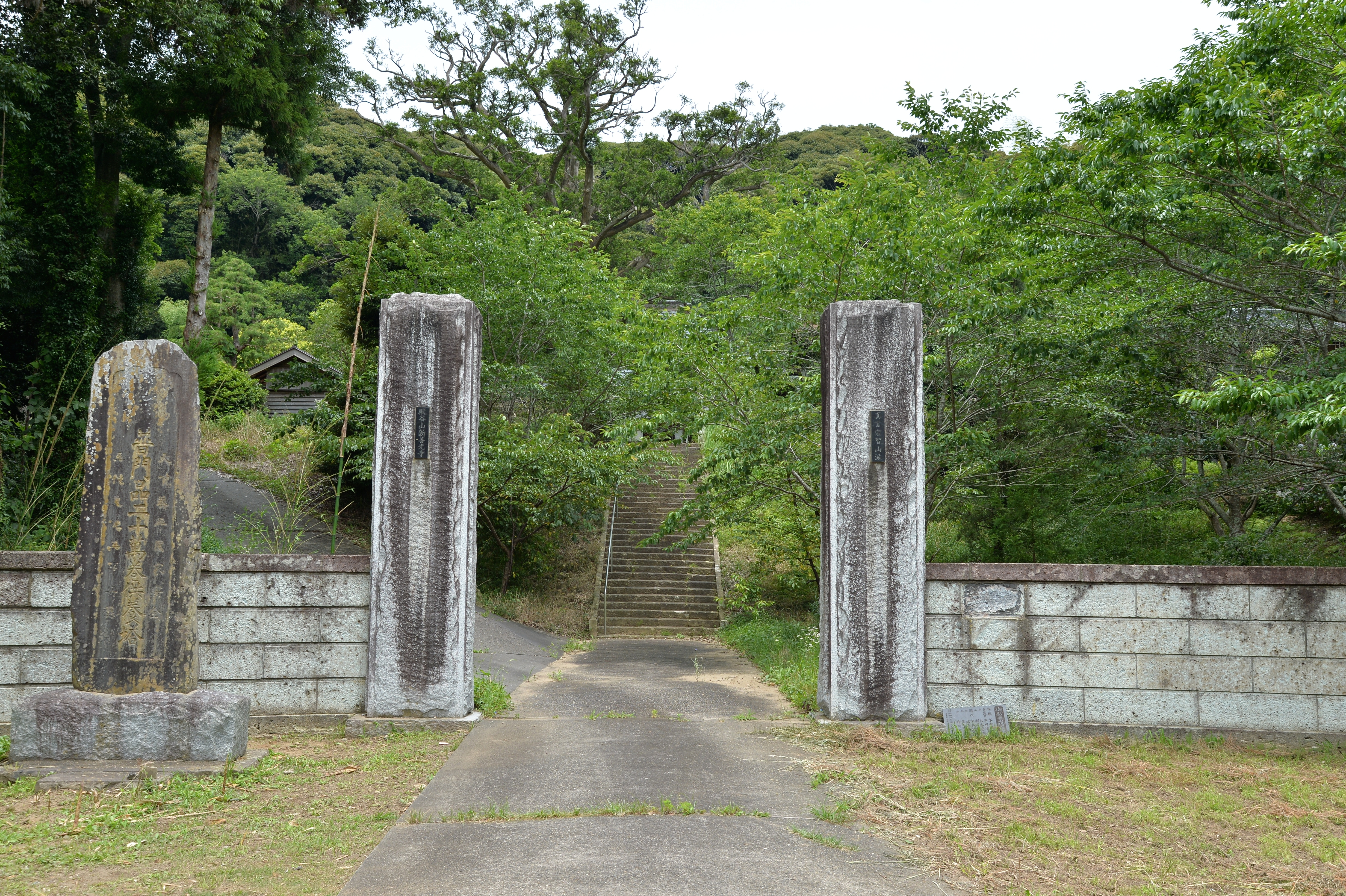
新善光寺の門
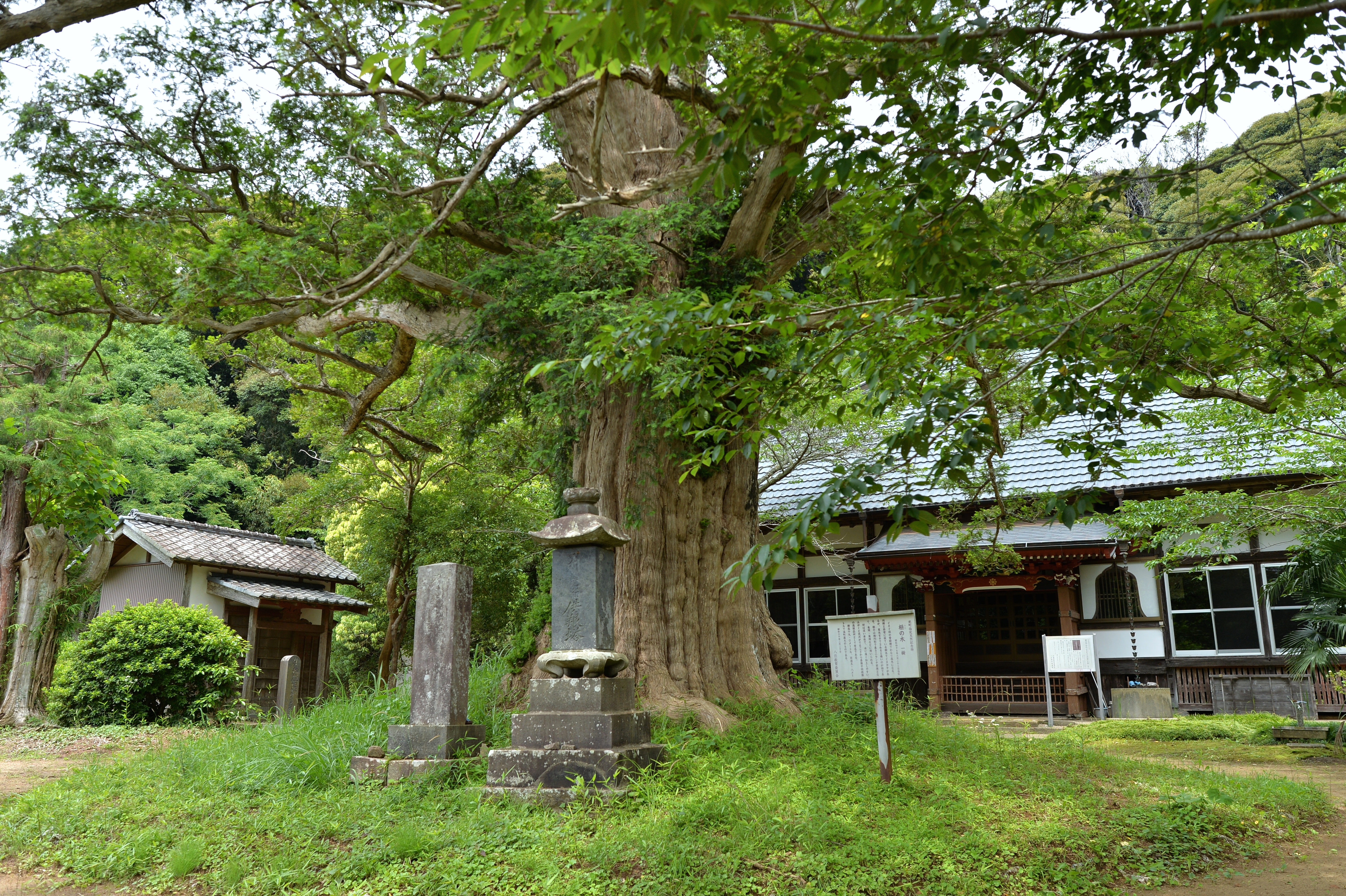
新善光寺境内にある榧の木 （町指定天然記念物）